# Ranking światowy IHF
Ranking IHF – ranking sporządzany przez Międzynarodową Federację Piłki Ręcznej (IHF), w celu zestawienia wszystkich krajowych reprezentacji  na świecie i porównania ich aktualnej wartości sportowej. Obejmuje on w sumie 4 odrębne zestawienia, osobne dla reprezentacji seniorskich i juniorskich zarówno kobiet jak i mężczyzn.